# Pavel Janák

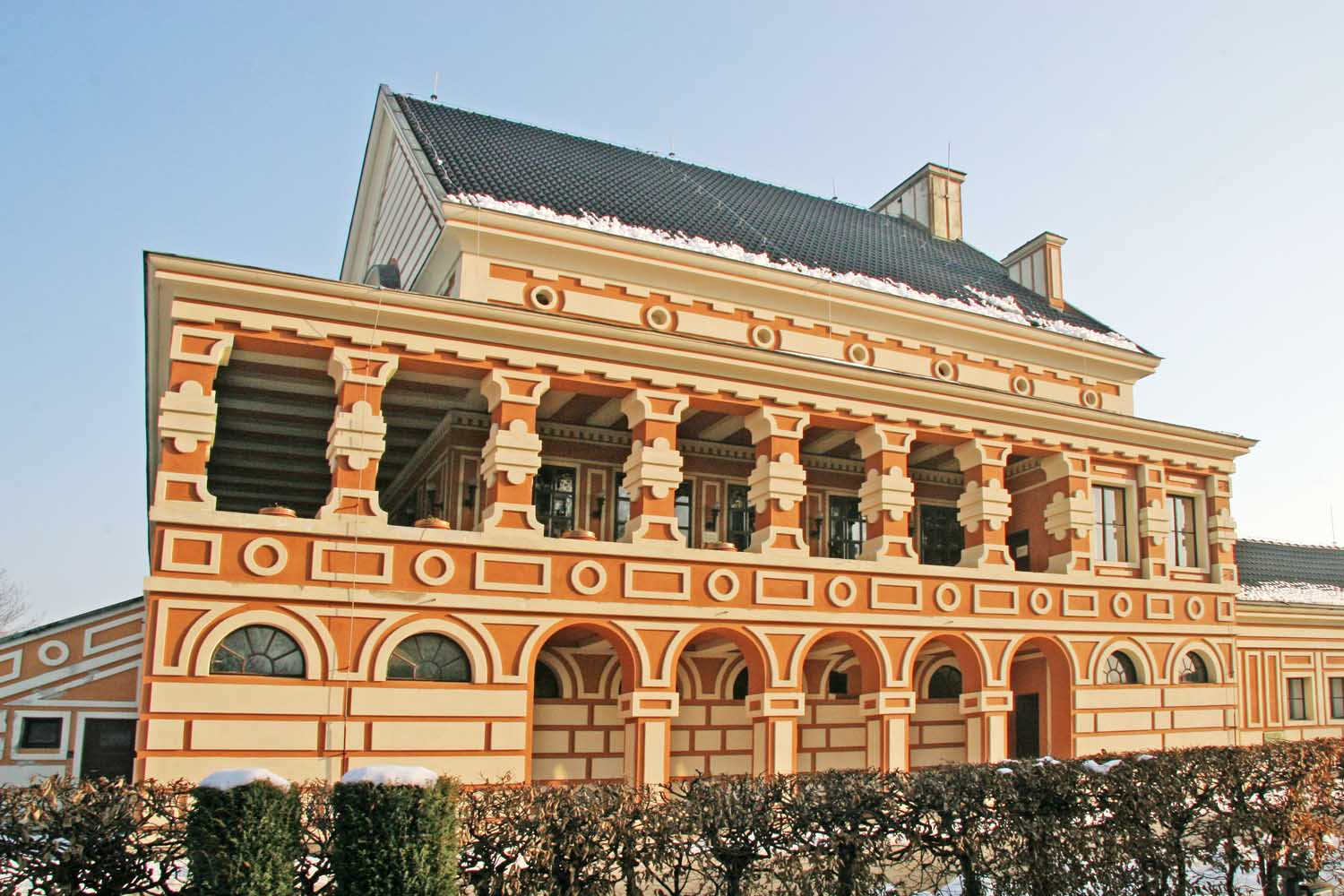
Krematorium w Pardubicach

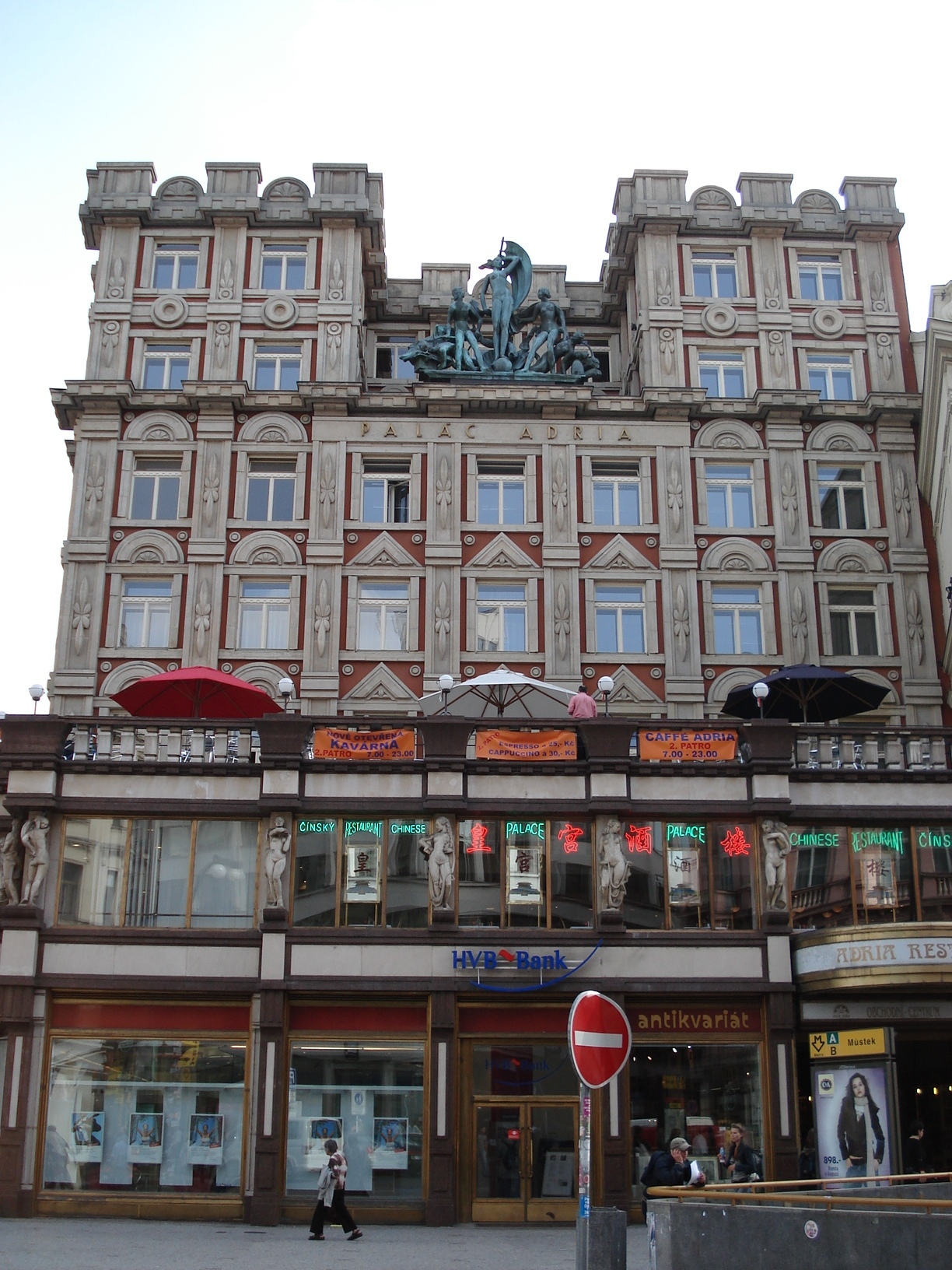
Pałac Adria w Pradze

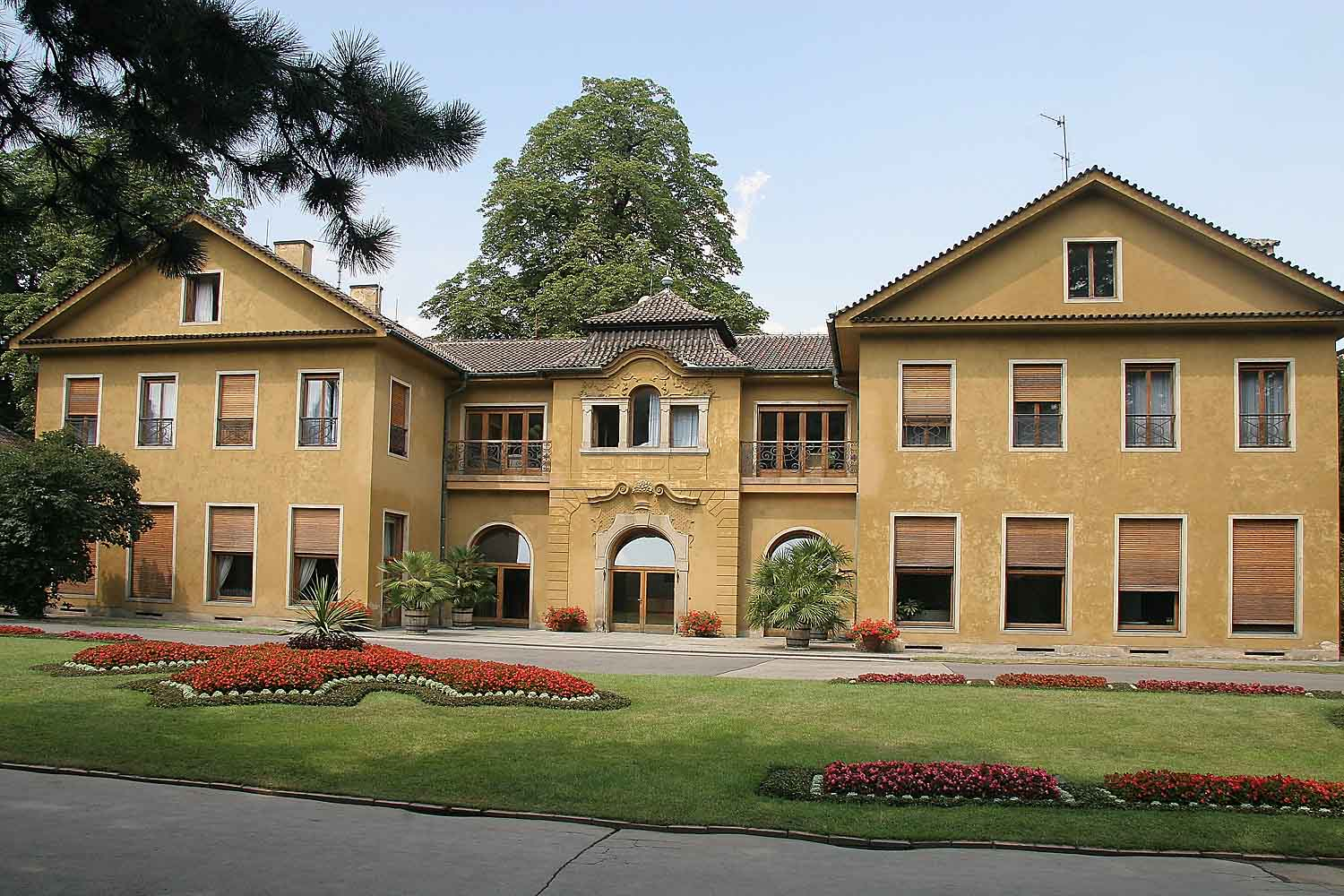
Domek prezydenta – Praga (na bazie barokowej ruiny)

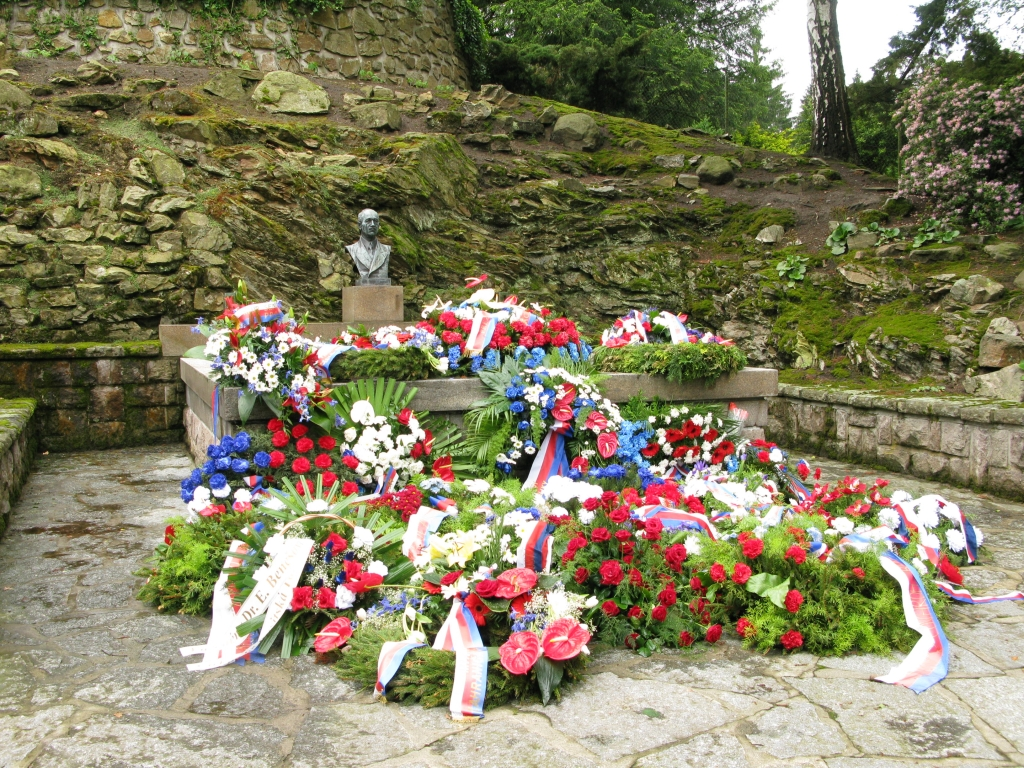
Grobowiec Edvarda Beneša na terenie willi prezydenckiej w Sezimově Ústí

Pavel Janák (ur. 12 marca 1882 w Pradze, zm. 1 sierpnia 1956 tamże) – czeski architekt tworzący m.in. realizacje modernistyczne.

## Życie i twórczość
Studiował architekturę i budownictwo u prof. Josefa Schulza, prof. Josefa Zitka i prof. Otto Wagnera. W czasie studiów wiele podróżował po Europie w celach naukowych, w tym w 1907 odbył stypendialną podróż do Włoch.
Prace Janáka są zgodne z teoriami czeskiego modernizmu. Jego realizacje i prace teoretyczne najczęściej związane są z Pragą, które to miasto widział, jako dynamicznie rozwijającą się metropolię, a zatem idealne pole do popisu dla architektów i urbanistów. Interesował się nie tylko budownictwem, ale także wzornictwem, co spowodowało, że był jednym z założycieli grupy artystycznej Artěl, która zajmowała się rzemiosłem artystycznym (od 1907). Zajmował się sprawą jakości detalu, głównie w zakresie wyposażenia wnętrz i mebli. W 1909 stał się członkiem grupy architektów działających dla Wydziału Mostów Urzędu Miejskiego Pragi. Projektował m.in. mosty i jazy.
W swoim architektonicznym myśleniu twierdził, że użytkowany w budowie materiał determinuje charakter tworzonych z niego budowli. Te poglądy wyraził w dziele Od moderní architektury k architektuře z 1910. Był współzałożycielem praskich zakładów artystycznych (wespół z Josefem Gočárem), w których tworzono potem znane szeroko elementy wyposażenia wnętrz.
Po I wojnie światowej Janák dołączył do nurtu, który wyznawał rondokubizm i narodową formę architektury, m.in. popularyzował z Josefem Gočárem i Franciszkiem Zavazilem ideę kolonii małych domków rodzinnych, które projektował (początek lat 20. XX wieku). Zaprojektował też pawilon czechosłowacki na wystawie w Rio de Janeiro w 1922. Po 1925 przechodził powoli z pozycji dekoracyjnych na funkcjonalizm.
Głównym polem działania artysty z tego okresu była Praga – projektował tu założenia urbanistyczne, przekształcił wiele części miasta (Troja, Pankrac, Holešovice, Podolí, Letné i inne, także podmiejskie osady). Skupiał się na osiedlach jednorodzinnych, pełnych zieleni. Ważnym elementem twórczości stała się dbałość o zdrowe, czyste życie mieszkańców projektowanych obszarów. Projektował obiekty maksymalnie 4-piętrowe, budowane w dwóch rzędach, oddalone od siebie o odległość dwóch wysokości. Przestrzeń międzyblokową miały wypełniać ogrody, garaże i handel.
Najważniejszym dziełem artysty jest Osiedle Baba w Pradze (plan urbanistyczny, zasady), które było przedstawiane jako wzór architektoniczny. Plany powstały w latach 1928 – 1932. Budowa 31 domów jednorodzinnych miała być zgodna ze zdrowym stylem życia. Całość jest dziełem wielu architektów, którzy byli ograniczeni zasadami ramowymi. Te zasady określały przede wszystkim wysokość obiektów i udział przestrzeni zielonych na poszczególnych działkach. Janákowi zależało na dobrym skomponowaniu dzielnicy także dlatego, że wybrał to miejsce na swój dom rodzinny. Zadanie zaprojektowania go powierzył współpracownikowi, Ot. Fierlingrovi.
W 1936 artysta został mianowany architektem zamku praskiego, co było wyróżnieniem za dotychczasową pracę na rzecz ochrony zabytków. W czasie II wojny pozostawał na tym stanowisku, chroniąc zamek przed różnego rodzaju zakusami okupantów. Po wojnie pracował przy zabezpieczaniu letniego zameczku Hvězda na cele muzealne. Prowadził też prace rekonstrukcyjne na zamku praskim. Otrzymał liczne nagrody państwowe.

## Główne dzieła
- obiekty wystawy rolniczej (1908) – wespół z Janem Koterą
- przebudowa ratusza staromiejskiego w Pradze (1909)
- ceramika kubistyczna (1911)
- most Hlávki w Pradze (1912)
- ratusz – Havlíčkův Brod (1912)
- pomnik Jana Žižki na wzgórzu Vítkov (1912 – 1913) – wespół z Gutfreundem
- probostwo w Pelhřimovie (1915)
- krematorium na cmentarzu w Pardubicach (1921 – 1923)
- Pałac Adria w Pradze (1922 – 1925)
- Pałac Škodův w Pradze (1926)
- plan zabudowy Pankracu w Pradze (1927)
- Hotel Juliš w Pradze (Václavské Náměstí, 1927 – 1933)
- Osiedle Baba w Pradze (do 1932)
- husycki zbór vinohradský w Pradze (1930)
- rekonstrukcje obiektów zabytkowych Pragi (m.in. Královskiego Letohrádku)
- domek prezydenta, zamek praski (1937 – 1938)
- grobowiec Edvarda Beneša w Sezimově Ústí (przy willi prezydenta, 1948)